# Juan Francisco Fuentes
Juan Francisco Fuentes Zamora (Murcia, 12 settembre 1979) è un allenatore di calcio a 5 spagnolo.

## Biografia
È laureato in scienze motorie.

## Carriera

### Allenatore
Inizia precocemente la carriera di tecnico, allenando per 13 anni le giovanili de ElPozo Murcia.
Nel 2014 è chiamato in Kuwait al Kazma Sport Club, dove vince il campionato nazionale al primo anno.
Il 30 ottobre 2015, a seguito delle dimissioni di Valter Ferraro, è nominato allenatore della Luparense, dove si rende protagonista di un'incredibile rimonta dal penultimo al settimo posto in classifica e, successivamente, alla semifinale playoff dove i lupi, dopo aver sconfitto il favorito Pescara, si arrendono a gara 3 al Real Rieti.
Lasciati i lupi, il 15 giugno 2016 sostituisce Massimiliano Bellarte sulla panchina dell'Acqua e Sapone, dove però è esonerato dopo 6 giornate a seguito della sconfitta in casa del Napoli.
Nell'estate del 2017 viene nominato allenatore dell'Halle-Gooik, sostituendo ancora una volta Bellarte. Il 6 settembre vince la Supercoppa del Belgio battendo gli avversari dell'Hasselt.

## Palmarès

### Allenatore
- Campionato kuwaitiano: 1

Kazma: 2014-2015
- Coppa del Belgio: 1

Halle-Gooik: 2017-2018
- Supercoppa del Belgio: 1

Halle-Gooik: 2017